# National Association of Colored Women’s Clubs
Die National Association for Colored Women’s Clubs (NACWC) ist eine US-amerikanische Organisation, die im Juli 1896 während der ersten Jahrestagung der National Federation of Afro-American Women in Washington, D.C. gegründet wurde. Sie entstand durch eine Fusion der National Federation of African-American Women, des Woman's Era Club of Boston und der National League of Colored Women of Washington nach einem Aufruf von Josephine St. Pierre Ruffin. Zwischen 1896 und 1904 war die NACWC als National Association of Colored Women (NACW) bekannt. Sie übernahm das Motto „Lifting as we climb“, um „einer unwissenden und misstrauischen Welt darzustellen, dass unsere Ziele und Interessen mit den von allen guten strebenden Frauen identisch sind“. Das Motto soll die Zielsetzung der Vereinigung widerspiegeln: Anhebung des Ansehens der schwarzen Bevölkerung, wenn schwarze Frauen Führungsrollen übernehmen und Änderungen in der Gemeinde anstoßen.

## Zielsetzungen der NACWS
1. Für die wirtschaftliche, moralische, religiöse und soziale Wohlfahrt von Frauen und Kindern arbeiten.
2. Die Rechte von Frauen und Kindern schützen.
3. Erhöhung des Standards und der Lebensqualität in Haus und Familie.
4. Unseren Einfluss für die Durchsetzung der bürgerlichen und politischen Rechte aller Bürger sichern und nutzen.
5. Förderung der Bildung von Frauen und Kindern durch den Einsatz effektiver Programme.
6. Für afroamerikanische Familien die Möglichkeit schaffen, die höchsten menschlichen Anstrengungen zu erreichen.
7. Effektive Interaktion mit den männlichen Helfern der Organisation.
8. Förderung des interrassistischen Verständnisses, damit Gerechtigkeit und Wohlstand bei allen Menschen herrschen können.
9. Workshops auf dem nationalen Kongress der NACWC abhalten, der alle 2 Jahre stattfindet.